# Huecograbado
El huecograbado, también conocido como fotograbado, es un sistema de impresión con ciertas aplicaciones específicas, y ha perdido terreno en algunas áreas de aplicación a manos del ófset y la flexografía. Usado habitualmente en la impresión de calidad de embalaje flexible (como bolsas de patatas y envoltorios de golosinas) y de edición (libros y revistas de gran tirada), tiene como particularidad que la forma impresora es una forma en bajo relieve.

## Proceso
La matriz impresora típica del huecograbado es el cilindro de impresión, que consta básicamente de un cilindro de hierro, una capa de cobre sobre la que se grabará el motivo a ser impreso, y una capa de cromo que permite una mayor resistencia o dureza durante el proceso de impresión (la capa de cobre es muy frágil y se rompería con gran facilidad durante el proceso).
Los procedimientos de grabado en hueco se clasifican, según el método de actuación del grabador sobre la plancha, en procedimientos de grabado directo, en los que la imagen sobre la plancha se consigue realizando incisiones sobre el metal con diferentes materiales (al buril, punta seca y media tinta), y procedimientos de método indirecto (aguafuerte, aguatinta, barniz blando, tinta china con azúcar), en los que se utilizan productos químicos, generalmente ácidos, para marcar la plancha.
El sistema de grabado (denominando grabado a la incisión de pequeñas oquedades, encargadas de transferir la tinta en la capa de cobre) más extendido actualmente es una cabeza de diamante, dirigida desde un ordenador, que se encarga de grabar la figura que se transferirá posteriormente al impreso mediante repetidos golpes. Cada cilindro tiene diferencias en su grabado que dependen del color y de la imagen que debe transferir. Estas diferencias se ven reflejadas por la miniatura, el ángulo de grabado de la trama y el porcentaje de puntos.

Esquema de funcionamiento de la parte impresora de una tinta (cuerpo) de una rotativa de huecograbado.

La prensa rotativa imprime directamente a partir de un cilindro de cobre tratado con ácido y que utiliza una tinta al agua de secado rápido. A medida que gira el cilindro pasa a través de un baño de tinta y es raspado posteriormente por un fleje de acero llamado racleta, dejando de esta forma la tinta solo en los pozos del área con imágenes. De este modo la tinta es absorbida por la superficie del papel cuando entra en contacto con la placa.

## Aplicación de la tinta
Un original, para ser impreso, se descompone en los cuatro colores : cian, magenta, amarillo y negro. Para cada uno de los colores se utiliza un cilindro de impresión, encargado de transferir al soporte la tinta correspondiente. La suma de cada uno de los colores da como resultado final la imagen del original.
Una estación de fotograbado puede utilizar tantos cilindros como se requiera (adicional a los colores primarios) dependiendo la complejidad de la imagen a imprimirse o en el caso de colores o tonos muy específicos.
La tinta es transferida al soporte impreso en el proceso de pasaje entre el cilindro de impresión y el cilindro de contrapresión. Para ello, el cilindro de impresión se sumerge rotando en el tintero. Esta tinta penetra en los alvéolos del cilindro de impresión, el excedente de tinta es barrido por una racla (fleje de acero) y cuando el papel pasa a través de este cilindro y el de contrapresión, la tinta es transferida al soporte.
El soporte pasa inmediatamente por un túnel de secado, donde se inyecta aire caliente a presión, que evapora los solventes contenidos en la tinta dejando un residuo que se compone básicamente de una resina, encargada de fijar los pigmentos al soporte y que dan color al impreso y otros aditivos como plastificantes y endurecedores.